# Apamea curoi
Apamea curoi là một loài bướm đêm trong họ Noctuidae.